# Hans Benesch
Hans Benesch  (* 9. Juni 1946 in Karlsruhe) ist ein deutscher Maler, Grafiker, Fotograf und Videoinstallationskünstler.

## Leben
Hans Benesch studierte von 1967 bis 1970 Kunstpädagogik an der Pädagogischen Hochschule in Esslingen.
Ab 1970 war er Kunstlehrer an verschiedenen Schulen, 1975 bis 1979 Lehrbeauftragter an einer Fachhochschule in Freiburg. Parallel zu seiner Lehrtätigkeit arbeitete er bereits ab 1970 als freier Künstler mit eigenem Atelier in den Bereichen Fotografie, Video, Malerei und Materialcollagen. Ab 1979 beschäftigte er sich mit der Entwicklung der Luxographie. Seit 1981 fertigte er Buchillustrationen, 1989 erste Videoinstallationen, ab 1993 Buchübermalungen, Bildseparierungen und Collagen und seit 2012 Fotoübermalungen.
Auf mehreren Reisen nach Italien, Frankreich, Spanien und Skandinavien sammelte er neben verschiedenen formalen Eindrücken vor allem Fundstücke und gezielt ausgesuchte Schrift- und Bildinformationen, die in seinen Arbeiten Eingang fanden. Nachdem er seine Tätigkeiten als Kunsterzieher beendet hatte, widmete er sich ausschließlich seiner künstlerischen Arbeit. So entstand in den folgenden Jahren neben dem malerischen auch ein umfangreiches fotografisches Werk.
Benesch widmet sich seit vielen Jahren auch der Vermittlung von Gegenwartskunst und seit 2002 der Förderung von jungen Künstlern im südbadischen Raum.
2007 gründete er das „Badische Kunstforum“, 2010 den „Verein zur Förderung der Künste in Baden e.V.“.
Hans Benesch lebt in Ebringen bei Freiburg.

## Künstlerische Arbeiten

### Malerei und Materialcollagen
Beneschs Werk ist sowohl von der Malerei der Abstraktion der Moderne geprägt ist, als auch den vielfältigen Möglichkeiten zeitgenössischer bildnerischer Medien. Sein Werk enthält Werkgruppen in den einzelnen Medien wie medienübergreifende Arbeiten.

### Fotoarbeiten
Hans Benesch bedient sich seit dem Beginn seiner künstlerischen Arbeit der Fotografie als eigenständiger Bildsprache, er nennt dies „Bildgedanken“, sowie als Ersatz für das Skizzenbuch, er nennt dies „Fotoskizzen“ und als Material für seine Collagen zusammen mit Gemaltem, Gedrucktem oder Gezeichnetem. Das fotografische Bild wird teilweise übermalt und auch physisch zerlegt bis hin zur fast völligen Zerstörung des ursprünglichen Bildes. Motive sind neben Porträtaufnahmen, Stadtansichten, Landschafts- und Naturaufnahmen auch alltägliche Momentaufnahmen.

### Luxographie
Seine eigenständige, von ihm 1979 selbst entwickelten künstlerischen Ausdrucksweise nennt Benesch Luxographie. Sie besteht in einer Verbindung von Fotografie und Malerei. Hierbei wird der Pinsel durch einen Lichtstab ersetzt. Das Verfahren basiert auf der Nutzung fototechnischer Möglichkeiten und erlaubt ein spontanes, aber auch präzises Umsetzen seiner Vorstellungen. So entstehen Fotografien, die von dem Künstler mit Hilfe dieser Technik übermalt und/oder teilweise neu interpretiert werden.

### Buchübermalungen
Seit 1993 widmet er sich auch der Bearbeitung und Übermalung von Büchern. Im Zentrum stehen dabei Dialoge mit der Geschichte, der Wissenschaft oder der Kunst. Seiner ersten großen Serie liegt ein 1929 in Frankfurt am Main publiziertes Mathematikbuch zugrunde, Reinhardt-Zeisbergs Mathematisches Unterrichtswerk für höhere Schulen: Die Anfänge der Darstellenden Geometrie. 
Eine weitere größere Arbeit stellt die Übermalung einzelner Seiten des von Lisa Schroeter-Bieler 1987 herausgegebenen Buches Skandinavien dar. In dieser Serie wählt Benesch eine Veröffentlichung über nordische Felsritzungen der Bronzezeit, die gab, als Ausgangspunkt aus. Für die Reproduktionen der in diesem Buch behandelten Felsbilder verzichtete die Autorin auf das Mittel der Photographie, stattdessen pauste sie die Ritzungen mit einem weichen Grafitstift ab. Beneschs Vorlage besaß in diesem Fall also bereits zwei hervortretende ästhetische Komponenten; zum einen die formale Schönheit der skandinavischen Felsritzungen selbst, zum anderen die graue, bewegte Struktur der Grafitpausen, welche die raue Oberfläche des Felsens evoziert.

### Separierungen
Die Separierungen sind große Bildkompositionen, die aus zahlreichen streng geometrisch angeordneten Bildsegmenten bestehen. Die einzelnen Bilder dieser Bildkompositionen werden vom Künstler in ganz verschiedenen Techniken ausgeführt, so dass z. B. Gemaltes neben Zeitungsausschnitten, Radierungen neben Fotografien, Bleistiftzeichnungen neben Monotypien, gefundene Materialien neben Aquarellen usw. angeordnet sind.
Auf einen gemalten Farbraum, der alles umfängt, wird zunehmend verzichtet.

### Videoinstallationen
Seit 1989 erschafft Benesch auch Videoinstallationen.

## Ausstellungen (Auswahl)
- 1985 Temperamalerei – Werkstattgalerie Neckarsulm
- 1986 Zustände – Kunstverein Tauberbischofsheim
- 1989 Bildgedanken und Bildzeichen – Galerie des Theaters -Die Insel-, Karlsruhe
- 1990 Bildzeichen und Videoinstallationen – Kommunale Galerie, Emmendingen
- 1990 Sommer Atelier - Junge Kunst in Europa – Messehallen Hannover
- 1991 Bildzeichen – Galerie Tullagasse, Breisach,
- 1991 Bildzeichen und Luxographien – Galerie des Augustinermuseums, Freiburg i.Br.
- 1992 Hans Benesch – picturebadisches kunstforum – Archivs, luxographies and installations, Swansea Arts Workshop Gallery, Swansea, Großbritannien
- 1992 Eine Auswahl von Arbeiten aus der Ausstellung 1992 in Großbritannien, Galerie Bassler, Freiburg i.Br. ,
- 1992 Neue Bilder, Galerie Ambiente, Gelnhausen bei Frankfurt a. M.
- 1994 Bildzeichen – Städtische Galerie – Fauler Pelz –, Überlingen am Bodensee
- 1996 Gedanken – Galerie Ambiente, Schloßmuseum, Ettlingen,
- 1996 Bildgedanken – Galerie Fondermann, Kirchnüchel, Holsteinische Schweiz
- 1996 Bildgedanken – Städtische Galerie Lahr
- 1997 Zeitgedanken – Galerie im Rathaus der Stadt Bruchsal
- 2001 Fotografische Bildgedanken und Fotoskizzen von 1968–2001 – Fotomuseum im Markgrafenschloss, Emmendingen
- 2003 Separierungen - Galerie altes Rathaus in Inzlingen[3]
- 2003 Hans Benesch, Arbeiten von 1991–2002 – Markgräfler Museum Müllheim
- 2011 Hans Benesch – Spuren – , Malerei und Collagen, Kunstverein Horb am Neckar[4]
- 2012 Hans Benesch – Fotoarbeiten 1968–2012, Badisches Kunstforum[5]
- 2014 Bildgedanken – Galerie Artraum und Galerie Badisches Kunstforum, Freiburg[6]
- 2016 Blicke, Museum im Markgrafenschloss, Emmendingen
- 2016 Art Stuttgart
- 2016 Übermalungen, Werkstattgalerie, Berlin
- 2017 Art Salzburg, Österreich[7]
- 2017/18/19 – 21.,22.,23. Intersalon - Galerie Marianska, Budweis, Tschechien
- 2020 Bildgedanken-Gedankenbilder, Städt. Galerie Dolní Brána, Prachatice, Tschechien
- 2020 24. Intersalon - Galerie Práchen-Museum, Písek, (Galerie Prácheňského muzea v Písku), Tschechien
- 2021 Muzea fotografie a moderních obrazových médií, Jindřichově Hradci (Museum für Fotografie und moderne Bildmedien), Tschechien
- 2022 - Zeichnung konzentriert - , Künstlerhaus-Galerie, Karlsruhe
- 2023 - NO LIMITS - 27. Intersalon, Classicist Castle Dobrohoř, Staré město pod Landštejnem, Tschechien
- 2024 - FRAMING MOTIONS - Video.Performance.Fotografie - , Künstlerhaus, Karlsruhe
- 2024- ART IN MOTION - 28. Intersalon, Muzea fotografiea a moderních obrazovy´ch médií, Jindřichově Hradec, Tschechien
- 2025- G29. ročník mezinárodní přehlídky současného vy´tvarného umění Prostor pro vnímání -, Spejchar Gallery, Chomutov, Tschechien

## Werke in öffentlichem Besitz
- Staatsgalerie Stuttgart
- Städtische Galerie Karlsruhe
- Museum für moderne Kunst Freiburg
- Muzea fotografie a moderních obrazových médií, Jindřichově Hradec (Museum für Fotografie und moderne Bildmedien), Tschechien
- Schlossmuseum Ettlingen
- Markgräfler Museum Müllheim
- Städtische Sammlung Emmendingen
- Museum im Markgrafenschloss Emmendingen
- Universität Heidelberg
- Regierungspräsidium Nordbaden
- Landratsamt Breisgau-Hochschwarzwald
- Stadt Bruchsal
- Stadt Gernsbach
- Stadt Kraichtal
- Gemeinde Ebringen
- Gemeinde Schallstadt
- Evangelische Kirche Grötzingen
- Sparkasse Karlsruhe
- Sparkasse Freiburg

## Kataloge und Kunstbände
- Menschenbilder. Künstlerhaus – Galerie, Karlsruhe 1985.
- Von einem Ort zum anderen. Katja Behrens, Illustrationen Hans Benesch. Pfaffenweiler Presse, 1987. ISBN 3-921365-86-4.
- Kunstsituation und Künstler sein heute – Europäische Kulturtage der Stadt Karlsruhe. Berufsverband Bildender Künstler, Bezirksverband Karlsruhe 1988.
- Werkausgabe – Sequenzen. Klaus Böcker, Illustrationen Hans Benesch, Literaturtage Baden-Württemberg 1989.
- 1789 bis 1989 - 200 Jahre Französische Revolution. Künstlerhaus – Galerie, Karlsruhe 1989.
- Sommer Atelier – Junge Kunst in Europa. Hannover, Messehallen 1990.
- Industrie – Bauern – Zukunft – Eine Ausstellung zum 20-jährigen Bestehen der Stadt Kraichtal – Oberöwisheim Deutschland, alte Strukturen – neues Bewußtsein ? – BBK – Karlsruhe und die Verbände in Chemnitz, Leipzig/Halle 1991.
- Kunst aus Karlsruhe. Galerie Marktschlößchen, Halle an der Saale 1992.
- Kunst an Staatlichen Bauten in Baden-Württemberg. 1995.
- 125 Jahre BBK Karlsruhe – 20 Jahre Künstlerhaus – 125 Jahre Berufsverband Bildender Künstler Karlsruhe. 1999.
- Hans Benesch, Arbeiten von 1991–2002. Markgräfler Museum, Müllheim 2003.
- Markgräflerland – Künstlerland – Kunstband. Art + Weise Verlag, 2005.
- Feme, Feuer, Fanatismus. Mohr-Villa, München 2008.
- Künstler für Staufen. Stiftung zur Erhaltung der historischen Altstadt Staufen, 2011.
- Fotoarbeiten 1968 - 2012. Galerie im Badischen Kunstforum, 2012.
- Art Salzburg 2017. Messehallen Salzburg, 2017.
- Intersalon 21 und 22 und 23 Galerie Marianska, Budweis, Tschechien Budweis/Tschechien[8]
- Katalog zum 24. Intersalon 2020 - Galerie des Práchen-Museums, Písek, Tschechien
- Katalog zur Ausstellung 2021 im Muzea fotografie a moderních obrazovy´ch médií Jindřichově Hradci (Museum für Fotografie und moderne Bildmedien), Tschechien
- Katalog zum 26. Intersalon 2022 - Classicist Castle Dobrohoř, Staré město pod Landštejnem, Tschechien
- Katalog zum 27. Intersalon 2023 - Classicist Castle Dobrohoř, Staré město pod Landštejnem, Tschechien
- Katalog zum 28. Intersalon 2024 - Muzea fotografie a moderních obrazovy´ch médií, Jindřichově Hradec, Tschechien
- Katalog zum 29. Intersalon 2025 - Spejchar Gallery, Chomutov, Tschechien